# Теодора Косара
Теодора Косара е българска княгиня. 

## Произход
Тя е дъщеря на цар Самуил и царица Агата. 

## Биография
Омъжва се за Иван Владимир, княз на сръбското княжество Дукля. Романтичната история на връзката между Косара и Иван-Владимир е описана в житието на светеца, поместено в Дуклянската летопис:
| „ | Един ден цар Самуиловата дъщеря на име Косара, трогната и въодушевена от Св. Дух, отишла при баща си и поискала от него да слезе със слугините си и да умие главата и нозете на затворниците и пленниците. Това ѝ било позволено от баща ѝ. И тъй тя слязла и извършила добро. Между това, като забелязала Владимир и видяла, че той бил на вид хубав [красив], смирен, кротък и скромен и че бил изпълнен с разум и мъдрост господня, тя се спряла и заговорила с него; неговата реч ѝ се показала по-сладка от мед и сол. Тогава тя не от плътска страст, а защото почувствувала състрадание към неговата младост и красота и защото чула, че той е княз и произлиза от царски род, полюбила го и като го приветствувала, излязла. След това, имайки желание да го освободи от веригите, тя отишла при царя и като се хвърлила в нозете му, казала така: „Татко мой и господарю! Аз зная, че ти имаш намерение да ми дадеш мъж, както е обичай; тогава, ако е угодно на твоето величество, или ми дай княз Владимир за мъж, когото ти държиш във вериги, или знай, че по-скоро ще умра, отколкото да получа [да се оженя за] друг мъж.“ Като чува това, царят, понеже много обичал дъщеря си и знаел, че Владимир е от княжеско потекло, силно се зарадвал, съгласил се да изпълни просбата ѝ и като изпратил веднага за Владимир, комуто, след като бил окъпан и облечен в княжески дрехи, заповядал да му се представи и гледайки го благосклонно и целувайки в присъствието на болярите от царството си, предал му дъщеря си за жена. След като била от-празнувана сватбата на дъщеря му по царския обичай, царят възвежда Владимир за княз, върнал му земята и княжеството на отците му и цялата драчка земя. После царят изпратил хора при Драгомир, княз Владимировия чичо [да му кажат] да слезе [от планината] и да получи земята си Требине, да събере пак народа и да насели страната [земята]. Това било направено.“ | “ |

Според Васил Златарски няма съмнение, че бракът им има чисто политически характер. Според него по този начин Самуил цели да привърже към себе си владетелите на сръбските земи като свои васали и така да парализира всяко византийско влияние сред тях, от една страна, а от друга да има винаги в тяхно лице свои съюзници против ромейския император.
За по-нататъшната съдба на Косара няма сигурни сведения, освен тези, поместени в житието на съпруга ѝ. В Дуклянската летопис се споменава, че след като убива брата на Косара, братовчед ѝ Иван Владислав решава да убие и съпруга ѝ и за целта му изпраща покана да му гостува. Хитростта на Иван Владислав обаче е прозряна от братовчедка му, която поисква от съпруга си да не приема поканата на Иван Владислав, а да ѝ позволи първо тя да отиде при братовчед си, за да се убеди в истинските му намерения:
| „ | И тъй, като взел властта, то той (Иван Владислав) проводил пратеници до крал Владимир, канейки го да дойде при него. Като чула това, кралица Косара го задържала, казвайки: „Господарю мой, недей отива, да не би, недай Боже, да се случи и с теб това, което сполетя и моя брат; но пусни мене да отида, видя и чуя какви са намеренията на краля. Ако поиска да ме погуби, нека ме погуби! Ти само да не загинеш.“ И тъй, според желанието на мъжа си, кралицата отпътувала при своя братовчед и била приета от него с почести, но лукаво. | “ |

Според летописеца Иван-Владислав приема братовчедка си с почести, за да не предизвика подозрения у съпруга ѝ. След като са му изпратени кръст и клетва, че няма да пострада, Иван Владимир се съгласява и пристига при българския цар в Преспа, където е посечен от хората на Иван Владислав, след което го погребват в църквата „Св. Ахил“. По-нататък летописецът разказва за голямата скръб на Косара по съпруга ѝ, за начина, по който получава позволение от братовчед си да отнесе тялото на Иван Владимир и да го погребе, където пожелае:
| „ | А съпругата на блажения Владимир много дни наред плакала и проляла много сълзи – повече, отколкото би могло да се изрази с думи. Тогава царят, като виждал чудесата, които Бог правел там, доста се уплашил и подбуден от разкаяние, позволил на братовчедка си да вземе тялото му и да го погребе с почести там, гдето иска. Най-сетне тя взела тялото му, закарала го на място, което се нарича Крайна и гдето бил дворецът му, и го погребала в църквата „Св. Мария“. | “ |

В същата летопис се споменава, че Косара завършва живота си като монахиня и е погребана в църквата на съпруга ѝ:
| „ | А Косара, съпругата на блажения Владимир, станала монахиня, завършила живота си в същата църква с благочестие и свето подвижничество и била погребана там при нозете на своя мъж. | “ |

Смъртта на Косара би могла да се датира след 1019 г. Вероятно тя преживява падането на Българското царство, както и ромейското завоевание на Дукля и останалите сръбски земи. Възможно е и тя да е попаднала в плен на ромеите, за което може да се съди по Хрониката на Йоан Скилица, който казва, че скоро след превземането на Охрид и Преспа, Василий II отива в Костур, a „там били доведени при него двете дъщери на Самуил, които щом видели Мария, жената на Йоан, застанала до императора, нахвърлили се върху нея, едва ли не за да я убият. Но императорът успокоил гнева им, като обещал и на тях да даде почести и големи богатства.“ Ако Косара е била една от споменатите две дъщери на Самуил, то и тя заедно с останалите си роднини вероятно е взела участие в триумфалното влизане на Василий II в Константинопол, където, както казва Йоан Скилица, „предшествали го Мария, жената на Владислав, Самуиловите дъщери и другите българи... Това станало на 2-ри индикт, 6527 г. [1019].“ От изворите не може да се заключи дали по време на тези събития Косара вече е била замонашена, както е споменато в Дуклянската летопис. Възможно е това да е станало скоро след смъртта на съпруга ѝ, но не е невъзможна и хипотезата по-късно Косара да е получила разрешение от византийските власти да постъпи в монашество и да завърши земния си път в манастира, в чиято църква, според Дуклянската летопис, е бил погребан съпругът ѝ.
Според историкът Пламен Павлов Теодора-Косара пренася светите мощи на Иван Владимир в манастира „Св. Богородица Пречиста“, наричан още „Св. Богородица Краинска“ или само „Пречиста Краинска“ на брега на Шкодренското езеро.Смята се, че тази обител е създадена от княз Петър близо до княжеската резиденция Краина. Както разказва Дуклянската летопис„…Косара, съпругата на блажения Владимир, станала монахиня, завършила живота си в същата църква с благочестие и свето подвижничество и била погребана там при нозете на своя мъж“. Мощите на св. Иван Владимир остават в манастира „Св. Богородица Пречиста“ до 1215 г., когато епирският деспот Михаил Ангел Комнин ги пренася най-вероятно в Драч.

## Потомство
Теодора-Косара и Иван-Владимир имат дъщеря, чието име е неизвестно, но се знае, че е омъжена за Стефан Воислав, княз на Зета, а техен внук е Костантин-Бодин, избран за български цар под името „Петър“ във въстанието на Георги Войтех (1072 – 1073 г.).

## Памет
На княгиня Косара е наречена улица в квартал „Васил Левски“ в София (Карта).